# Strateški savezi
Strateški savez je koalicija organizacija u svrhu postizanja važnih poslovnih ciljeva.Strateški se savezi razlikuju od drugih vrsta suradnje jer se oni sklapaju radi ostvarivanja dugoročnih ciljeva i planova organizacije, te su usmjereni na poboljšanje konkurentskog položaja na domaćem i/ili međunarodnom tržištu. Organizacije koje ulaze u strateški savez ostaju formalno nezavisne.  

## Obilježja
Kooperacija je pojam koji označava suradnju među partnerima, a suradnja podrazumijeva zajedničko djelovanje najmanje dvoje učesnika radi postizanja i ostvarivanja zajedničkih ciljeva. Današnje društvo sve se više služi modernim tehnologijama i zahtjevi potrošača postaju sve složeniji. Organizacije se povezuju u strateške saveze (alijanse) kako bi bile konkurentnije na tržištu. 

## Podjela strateških saveza
Postoji nekoliko podjela strateških saveza, ali osnovna podjela iste dijeli prema načinu stvaranja vrijednosti, što je osnovni motiv udruživanja u saveze. Da bi poduzeća bila motivirana djelovati u savezu, savez mora za svako uključeno poduzeće donositi veću vrijednost od one koju bi poduzeće ostvarivalo samostalnim radom. 
Prema načinu stvaranja vrijednosti strateški savezi se dijele na: 
- Koopcijski savezi (Neutraliziranje prijetnji potencijalnih konkurenata) - koristi se kad konkurenti imaju neka posebna znanja i vještine koje donose u savez ili da ne bi pristupili suparničkim savezima
- Kospecijalizacijski savezi - savezi na temelju spajanja prije razdvojenih resursa, pozicija, vještina i izvora znanja. Partneri pridonose uspjehu saveza unikatnim i različitim resursima (marke, veze, pozicija, imovina)
- Savezi zasnovani na učenju - glavni motiv ulaska u ovu vrstu saveza je prilika da se sve naučeno u savezu primijeni u svim ostalim poslovnim aktivnostima poduzeća izvan saveza